# Virginia Aviation Museum
O Virginia Aviation Museum era um museu de aviação no condado de Henrico, na Virgínia, adjacente ao Aeroporto Internacional de Richmond (anteriormente "Richard Evelyn Byrd Flying Field"). Erguido em 1986, o museu abrigava uma coleção de cerca de trinta e quatro fuselagens, tanto próprias quanto emprestadas, variando de reproduções de planadores de pipa Wright Brothers até o ainda moderno SR-71 Blackbird. É uma subsidiária do "Science Museum of Virginia". O prédio atual, conhecido como Martha C. West Building, foi originalmente planejado para ser um depósito temporário até que o prédio do museu fosse concluído.
O museu fechou em 30 de junho de 2016. O SR-71 foi transferido para o "Science Museum of Virginia", onde está em exibição. O restante da coleção será realocado e preservado, em um novo local ainda a ser determinado.

## Exposições e artefatos
Organizado cronologicamente por data de fabricação original:

### Primeira Guerra Mundial e Idade de Ouro da Aviação
- SPAD S.VII, B9913, construído em 1917 pela Mann Egerton, no Reino Unido - um dos 19 que foi para Rockwell Field Pursuit Gunnery School, San Diego, Califórnia em 1918 (mais tarde NAS North Island).
- Standard E-1, sem registro ou serial, construído em 1918, resgatado de um celeiro próximo a Dayton, Ohio em 1950 e restaurado.
- Curtiss JN-4D, Signal Corps 2975, c/n 450, construído em 1918, emprestado por Ken Hyde, Warrenton, Virginia.
- Pitcairn PA-5 Mailwing, NC3835, c/n 9, construído em 1927 - nas marcações Eastern Air Transport, emprestado pelo Science Museum of Virginia.[3]
- Bellanca CH-400 Skyrocket, NX237, c/n 187, construído em 1928 como um marca-passo CH-300, recuperado de uma geleira em 1976 e convertido em CH-400 e marcado como "Columbia", o original foi destruído em um incêndio no hangar.
- Travel Air 2000, NC6282, c/n 721, construído em 1927.
- Fairchild FC-2W2, NX8006, c/n 140, construído em 1928, "Stars And Stripes" - aeronave de exploração do Ártico de Richard Evelyn Byrd, emprestada do National Air and Space Museum.[4]
- Heath Super Parasol, N1926, c/n 31919, construído em 1928, doado pelo Dr. E. C. Garber, Fayetteville, Carolina do Norte.
- Pietenpol Air Camper e Sky Scout, N9040N, c/n 410, Ford - construído em casa com motorização, 1928, construído e doado por Charles F. Duff.
- Brunner-Winkle Bird BK, c/n 2025, construído em 1929, emprestado por Dolph Overton.
- Curtiss-Robertson J-1D Robin, NC532N, c/n 733, construído em 1929, restaurado por Francis Clore.
- Fleet Model 1, NC766V, c/n 347, construído em agosto de 1930 - marcado como USAAC YPT-6.[5]
- Aeronca C-2 N Razor Back, N11417, c/n 151, originalmente construído em 1932 como C-1 Clipped Wing Cadet, convertido em 1932 em C-2N; reconstruído em 1962.
- Taylor E-2 Cub, NC12628, c/n 33, construído em 1932.
- Aeronca C-3 NC14640, c/n 426, construído em 1935, doado por Kenneth Brugh, Greensboro, Carolina do Norte.
- Waco YOC, NC17740, c/n 4279, construído em 1935, emprestado pela Virginia Aeronautical Historical Society - outrora propriedade do artista de Hollywood Walter Matthew Jeffries que projetou o Starship Enterprise.
- Curtiss-Wright A-14D Speedwing, NC12329, construído em 1936, emprestado por Allen H. Watkins.

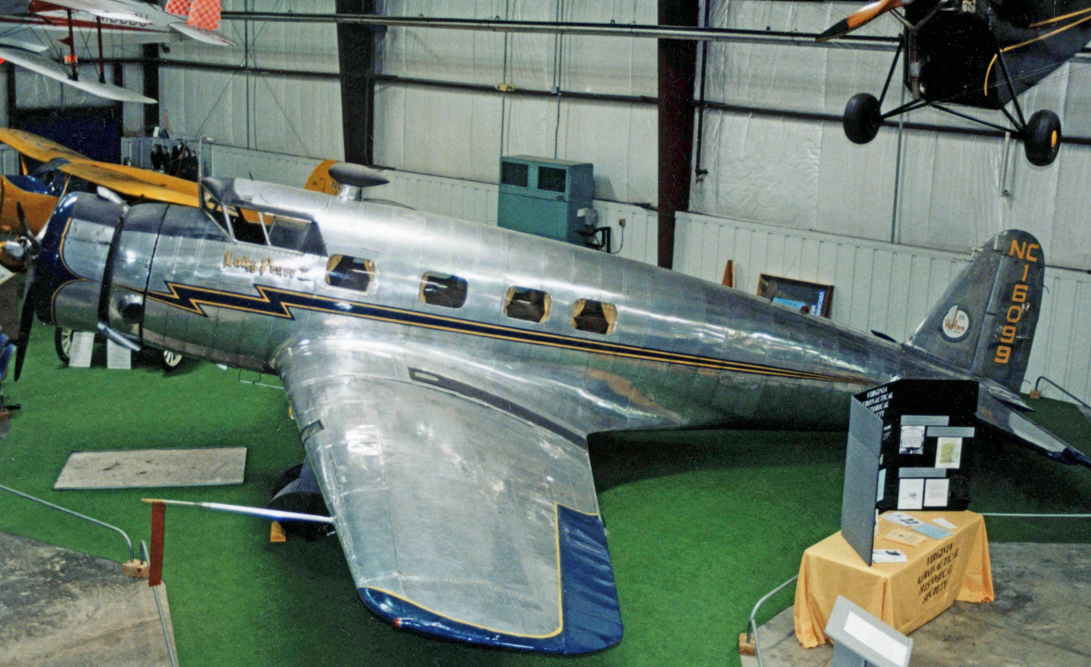
O Vultee V-1A Special no museu.

- Vultee V-1AD Special, NC16099, c/n 25, construído em 1936, "Lady Peace II" - outrora propriedade da editora William Randolph Hearst, apenas um conhecido na existência.
- Fairchild 24-G, N19123, c/n 2983, construído em agosto de 1937.
- Stinson SR-10G Reliant,  NC21135 , c/n 5903, construído em 1937 para American Airlines - emprestado pelo Science Museum of Virginia .
- Waco EGC-8, c/n 5062, desenvolvido por R. G. LeTourneau, 1938, um do total de sete vendidos - agora propriedade de David Tyndall, Mechanicsville, Virginia - em restauração na loja do museu.
- Bücker Bü 133C Jungmeister, N133BU, c/n 251, construído em 1941 - marcado como aeronave de Beverly "Bevo" Howard.
- Piper J-3 Cub, N42535, c/n 14812, construído em 1943.

### Moderno
- Grumman F-14 Tomcat
- Douglas A-4 Skyhawk
- Lockheed SR-71 Blackbird
- LTV A-7D Corsair II